# 圣热尔韦
圣热尔韦（法語：Saint-Gervais，法語發音：[sɛ̃ ʒɛʁvɛ] ⓘ）是法国旺代省的一个市镇，位于该省西北部，属于莱萨布勒多洛讷区。

## 地理
圣热尔韦（46°54'7"N, 1°59'54"W）面积41.9 平方千米，位于法国卢瓦尔河地区大区旺代省，该省份为法国西部沿海省份，北起大西洋卢瓦尔省和曼恩-卢瓦尔省，西临大西洋，南至滨海夏朗德省，东部及东南部与德塞夫勒省接壤。
与圣热尔韦接壤的市镇（或旧市镇、城区）包括：滨海博瓦尔、布瓦德瑟内、布安、沙托讷夫、圣于尔班、萨莱尔泰讷。

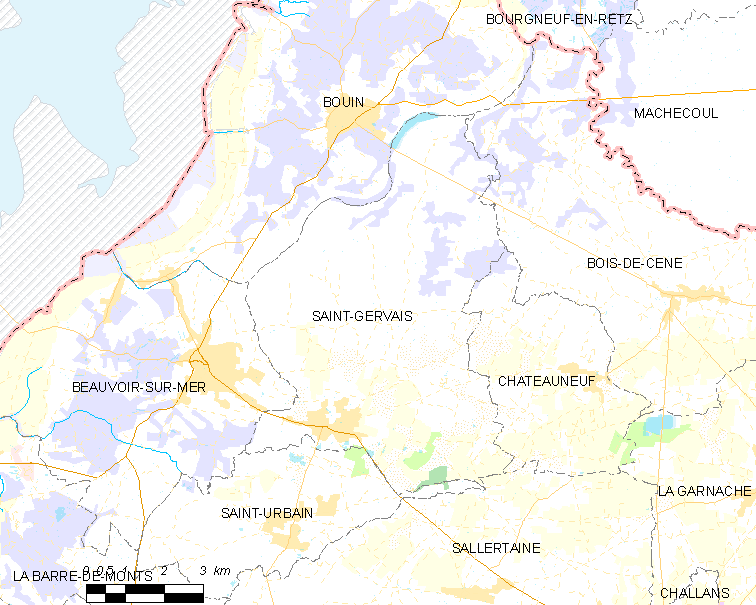
圣热尔韦的OSM定位图

圣热尔韦的时区为UTC+01:00、UTC+02:00（夏令时）。

## 行政
圣热尔韦的邮政编码为85230，INSEE市镇编码为85221。

## 政治
圣热尔韦所属的省级选区为圣让德蒙县。

## 人口

1962-2008年间圣热尔韦人口变化图示

圣热尔韦于2022年1月1日时的人口数量为2752人。

## 交通
旺代省省道D21线、D28线、D59线和D948线经过境内。